# Melchior d'Hondecoeter

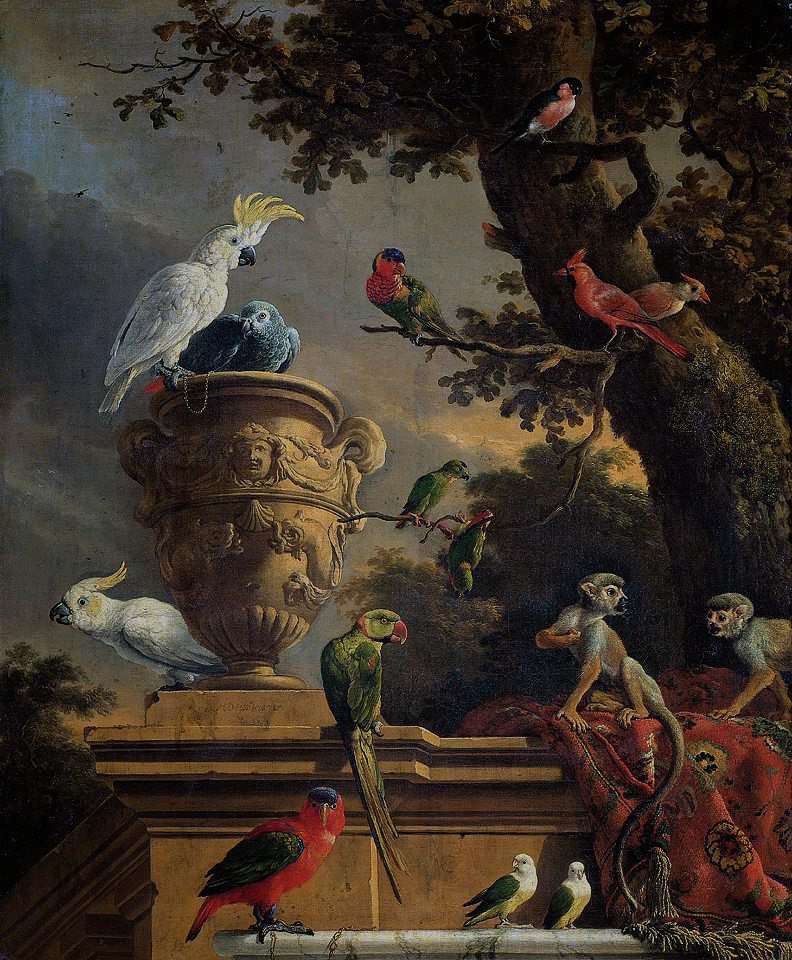
Menageriet, oljemålning av Melchior d'Hondecoeter. Rijksmuseum, Amsterdam.

Melchior d'Hondecoeter, född 1636, död 4 april 1695, var en holländsk konstnär, son till konstnären Gijsbert Gilliszon Hondecoeter och sonson till Gillis Claeszon Hondecoeter.
d'Hondecoeter var 1600-talets främste fågelmålare i Holland, genom sina praktfulla bilder av döda eller levande fåglar, i första hand höns men även kalkoner, ankor, påfåglar och mer exotiska fåglar. Hans målningar har ofta ett dramatiskt moment, kamp mellan tuppar, djur på rov och så vidare. Hans oljemålning "Döda fåglar" finns på Nationalmuseum i Stockholm.